# Definitive Media Library
Бібліотека еталонного програмного забезпечення (англ. definitive media library, DML) — одне або декілька захищених сховищ, в яких знаходяться повні й авторизовані версії всіх конфігураційних одиниць, що відносяться до програмного забезпечення. Бібліотека еталонного програмного забезпечення також може містити пов'язані конфігураційні одиниці, такі як ліцензії та документація. Бібліотека — логічно єдине сховище, навіть якщо фізично місця зберігання розподілені. Бібліотека еталонного програмного забезпечення контролюється процесом управління сервісними активами і конфігураціями і є частиною системи управління конфігураціями.